# Trenja
Trenja je bila tedenska aktualna oddaja slovenske televizije POP TV, ki je bila predvajana ob četrtkih ob 20.00. Oddajo je vodil Uroš Slak. Oddaja je bila predvajana 7 sezon (od septembra 2002 do junija 2009).